# Matinhas
Matinhas est une ville brésilienne de l'est de l'État de la Paraíba.
Sa population était estimée à 4 178 habitants en 2007. La municipalité s'étend sur 38 km2.